# Saint-Vincent-de-Paul, Landes
Saint-Vincent-de-Paul là một xã, thuộc tỉnh Landes trong vùng Nouvelle-Aquitaine. Xã này có diện tích 23 km², dân số năm 2006 là 3237 người. Xã này nằm ở khu vực có độ cao trung bình 23 mét trên mực nước biển.

## Biến động dân số
| Năm | 1962  | 1968  | 1975  | 1982  | 1990  | 1999  | 2006  |
| --- | ----- | ----- | ----- | ----- | ----- | ----- | ----- |
| Dân số | 1 515 | 1 557 | 1 584 | 1 696 | 1 775 | 2 141 | 2 859 |
| From the year 1962 on: No double counting—residents of multiple communes (e.g. students and military personnel) are counted only once. |       |       |       |       |       |       |       |